# Kaleet River
Der Kaleet River  ist ein etwa 239 km langer Zufluss des Arktischen Ozeans im kanadischen Territorium Nunavut.

## Flusslauf
Das Quellgebiet des Kaleet River befindet sich 7 km südöstlich des Joe Lake auf einer Höhe von etwa 140 m. Er fließt in nordnordöstlicher Richtung durch die Tundralandschaft des Kanadischen Schildes. Wenige Kilometer weiter westlich verläuft der McNaughton River. Bei Flusskilometer 34 biegt der Fluss nach Nordwesten ab, bei Flusskilometer 13 nach Nordosten. Er mündet schließlich am südöstlichen Ufer in das Sherman Basin, eine große Inlandsbucht, die über das Sherman Inlet mit dem Queen Maud Gulf verbunden ist. Der Flusslauf des Kaleet River bildet die östliche Grenze des Vogelschutzgebietes Ahiak Migratory Bird Sanctuary.

## Einzugsgebiet
Das schätzungsweise 2900 km² große Einzugsgebiet des Kaleet River grenzt im Westen an das des McNaughton River sowie im Süden und im Osten an das des Back River.